# 约翰·苏梅吉
约翰·苏梅吉（英語：John Sumegi，1954年10月27日—），澳大利亚男子皮划艇运动员。他曾代表澳大利亚参加1976年和1980年夏季奥林匹克运动会皮划艇比赛，其中1980年奥运会获得一枚银牌。